# 堀麻夫
堀 麻夫（ほり あさお、1964年2月26日 - ）は、日本の音楽家である。日本のバンド・アイリーン・フォーリーンの結成メンバー。

## 略歴
- 1964年 - 高知県高知市に生まれる。
- 1984年 - 高知県にてアイリーン・フォーリーンを結成。
- 1988年 - アイリーン・フォーリーン活動休止後、ソロ活動を開始する。
- 2008年 - 約20年ぶりの再結成となるアイリーン・フォーリーンの活動も自らの音楽作家活動に専念するため、2010年以降からはバンド活動を休止する。
- 2011年 - 全国のYOSAKOI祭りでの楽曲提供や様々な舞台楽曲提供をし、現在に至る。受賞歴多数。

## 活動
よさこい祭り（高知） - 2010年8月9日～8月12日開催
- 花鳥風月「風」 旭食品（高知） - 前夜祭にてダンス賞、本祭にて金賞受賞。
- 「神楽」 俵屋グループ（高知） - 前夜祭にてサウンド賞、本祭にて審査員特別賞受賞。
- 「新いさな流」 よんでん（四国電力グループ）（高知） - 本祭にて地区連合会奨励賞受賞。
- 「世のため 人のため」 須賀連&須賀連ちびっこ隊（高知）
- 「えん」 DANCE CREAM　AZUKI（高知・神奈川）
- 「正調」 しまんと結（高知）
- グローカルクラブ Japarean（高知女子大学）（高知）
- めでぃあ・くろす（高知）
- 認定こども園春野乳幼児保育園（高知）
- かんしゃら（大阪・京都）
- 支志團（広島）

どんGALA!祭り（新潟） - 2010年7月17日～7月18日開催
- 祭や倶楽部（新潟） - 最優秀賞「粋」受賞。
- 石楠花舞妙（富山） - どんGALA!祭り実行委員会賞受賞。

よさこいとやま（富山） - 2010年8月7日～8月8日開催
- 風神（富山） - 大賞受賞。（アレンジメント協力）
- 夢追倶楽舞（富山） - 優秀賞「響」受賞。

ひがしね祭（山形） - 2010年8月10日～8月11日開催
- 「流転の水」 いでは組（山形）

松山まつり（愛媛） - 2010年8月11日～8月13日開催
- 「野球拳おどり」 TEAM MOGA連（愛媛） - 準優勝受賞。

にっぽんど真ん中祭り（愛知） - 2010年8月27日～8月29日開催
- 「羅生門」 常磐（愛知）

みちのくYOSAKOIまつり（宮城） - 2010年10月9日～10月10日開催
- 「里風」 魂福よさこい連（福島）

よさこい東海道（静岡） - 2010年11月13日～11月14日開催
- 「波紋」 しずく（愛知）
- 満天～香～（香川）
- 舞士道（石川）

その他楽曲提供
- 「大地胎動」「流転の水」「あらえびす村」 - 縄文百姓芸術団あらえびす
- 「死と生の交響曲」 - 「胎臓界曼荼羅からの死者～かぐや姫と翁のパ・ド・ドゥ」 振付：東出融
- （「JOINT PERFORMANCE」 - 2010年4月3日 山形県県民会館大ホール　主催・Yumi Ballet Arts & Dance Space）
- 「エスメラルダ」「ジャングルブック」「昆虫記」「砂嵐」・・・・DANCE CREAM（大村憲子主宰時）
- 「くるみ割り人形」 - プルミエバレエ公演（2008年）
- ダンスラボ（2004年、2007年）